# Parafia bł. Franciszki Siedliskiej w Elblągu
Parafia bł. Franciszki Siedliskiej – rzymskokatolicka parafia pod wezwaniem bł. Franciszki Siedliskiej w Elblągu, należąca do dekanatu Elbląg Południe w diecezji elbląskiej, w chwili powołania parafia do 1992 roku należała do diecezji warmińskiej.
Parafia obejmuje ulice Elbląga: Willowa, Sadowa, Kolejowa, Natolińska, Wojciecha Kossaka, Józefa Chełmońskiego, Leona Wyczółkowskiego, aleja Grunwaldzka (6 - 20, oraz 79 – 129), Jana Amosa Komeńskiego, Juliusza Słowackiego oraz Jana Kochanowskiego (od numeru 2).

## Historia parafii
W dniu 1 maja 1990 roku, biskup warmiński ks. dr Edmund Piszcz erygował parafię pw. bł. Franciszki Siedliskiej w Elblągu. Parafia została wydzielona z sąsiadujących ze sobą parafii św. Jerzego oraz bł. Doroty z Mątów. Proboszczem nowo powstałej parafii został mianowany wikariusz z parafii bł. Doroty z Mątów – ks. mgr Dariusz Paszkowski. W dniu 8 października 1990 roku, ks. biskup Edmund Piszcz w obecności księży dekanatu Elbląg Południe, wiernych nowo powstałej parafii oraz przybyłych gości poświęcił krzyż i plac pod budowę kościoła. Po uroczystości na placu została odprawiona msza św. w niewielkiej kaplicy w ogrodach działkowych przy ul. Sadowej. Była to tymczasowa kaplica w okresie budowy nowego kościoła.
W roku 1996 rozpoczęły się prace nad budową nowego kościoła. 10 września 1997 roku na placu budowy odbyła się uroczystość wmurowania kamienia węgielnego poświęconego przez Jana Pawła II oraz poświęcenia fundamentów kościoła. Dokonał tego ks. biskup elbląski – dr Andrzej Śliwiński podczas uroczystej mszy św. Praca ziemne budowy kościoła zakończyły się 23 października 1998 roku. W czerwcu 1999 roku zaczęto wznosić mury kościoła.
24 grudnia 2003 roku kościół oddano do użytku, odprawiając pierwszą pasterkę. 2 lutego 2004 ks. bp. Jan Styrna, biskup elbląski, dokonał aktu poświęcenia murów świątyni. W marcu 2010 skończono pierwszą część prac wewnątrz kościoła i rozpoczęto budowę nowego domu parafialnego na terenie parafii, która zakończyła się w październiku 2015. Pozostały natomiast prace na zewnątrz kościoła. W dniach 10-11 sierpnia 2012 po raz pierwszy w historii parafii odbyła się peregrynacja obrazu Matki Boskiej Częstochowskiej.
8 października 2015 parafia obchodziła 25-lecie odprawienia pierwszej mszy św. przez ówczesnego biskupa warmińskiego Edmunda Piszcza w dawnej kaplicy parafialnej. Uroczystej mszy jubileuszowej przewodniczył ks.inf. Mieczysław Józefczyk.
3 grudnia 2021 miała miejsce uroczystość, podczas której biskup elbląski Jacek Jezierski dokonał konsekracji kościoła.

## Duszpasterze parafii[4][5]
- ks. mgr kan. Dariusz Paszkowski, proboszcz – od 1990 (dziekan dekanatu Elbląg Południe)
- ks. Tomasz Śmigowski, wikariusz – od 2016